# Премия «Золотой орёл» за лучшую музыку к фильму
Премия «Золотой орёл» за лучшую музыку к фильму вручается ежегодно Национальной Академией кинематографических искусств и наук России, начиная с первой церемонии в 2003 году.

## Список лауреатов и номинантов
• Лауреаты выделены отдельным цветом. 

### 2003—2010
| Церемония  | Композитор(ы)                     | Фильм / телесериал                                |
| ---------- | --------------------------------- | ------------------------------------------------- |
| 1-я (2003) | • Алексей Рыбников                | «Звезда»                                          |
| 1-я (2003) | • Владимир Дашкевич               | «Остановка по требованию» (телесериал, 2-й сезон) |
| 1-я (2003) | • Исаак Шварц                     | «Дикарка»                                         |
| 2-я (2004) | • Андрей Петров                   | «Бедный, бедный Павел»                            |
| 2-я (2004) | • Геннадий Гладков                | «Кармен»                                          |
| 2-я (2004) | • Алексей Рыбников                | «Жизнь одна»                                      |
| 3-я (2005) | • Эннио Морриконе                 | «72 метра»                                        |
| 3-я (2005) | • Алексей Айги                    | «Мой сводный брат Франкенштейн»                   |
| 3-я (2005) | • Эдуард Артемьев                 | «Водитель для Веры»                               |
| 4-я (2006) | • Дато Евгенидзе                  | «9 рота»                                          |
| 4-я (2006) | • Павел Карманов                  | «Солдатский декамерон»                            |
| 4-я (2006) | • Сергей Сидельников              | «Первые на Луне»                                  |
| 5-я (2007) | • Эдуард Артемьев                 | «Доктор Живаго» (телесериал)                      |
| 5-я (2007) | • Владимир Мартынов               | «Остров»                                          |
| 5-я (2007) | • Кирилл Пирогов                  | «Питер FM»                                        |
| 6-я (2008) | • Эдуард Артемьев                 | «12»                                              |
| 6-я (2008) | • Алексей Рыбников                | «1612»                                            |
| 6-я (2008) | • Юрий Потеенко                   | «Ленинград»                                       |
| 7-я (2009) | • Алексей Айги                    | «Дикое поле»                                      |
| 7-я (2009) | • Иван Бурляев                    | «Мы из будущего»                                  |
| 7-я (2009) | • Руслан Муратов и Глеб Матвейчук | «Адмиралъ»                                        |
| 8-я (2010) | • Юрий Потеенко                   | «Обитаемый остров»                                |
| 8-я (2010) | • Алексей Рыбников                | «Поп»                                             |
| 8-я (2010) | • Алексей Шелыгин                 | «Петя по дороге в Царствие Небесное»              |

### 2021—
| Церемония   | Композитор(ы)                         | Фильм                     |
| ----------- | ------------------------------------- | ------------------------- |
| 19-я (2021) | • Юрий Потеенко                       | «Доктор Лиза»             |
| 19-я (2021) | • Дмитрий Емельянов                   | «Союз спасения»           |
| 19-я (2021) | • Савва Розанов                       | «Стрельцов»               |
| 20-я (2022) | • Алексей Айги                        | «Белый снег»              |
| 20-я (2022) | • Вадим Биберган                      | «Иван Денисович»          |
| 20-я (2022) | • Кирилл Бородулев                    | «Огонь»                   |
| 21-я (2023) | • Артём Васильев                      | «Чемпион мира»            |
| 21-я (2023) | • Игорь Вдовин                        | «Сердце Пармы»            |
| 21-я (2023) | • Кузьма Бодров                       | «Однажды в пустыне»       |
| 22-я (2024) | • Алексей Рыбников                    | «Повелитель ветра»        |
| 22-я (2024) | • Юрий Потеенкр                       | «Хитровка. Знак четырёх»  |
| 22-я (2024) | • Василий Тонковидов                  | «Праведник»               |
| 23-я (2025) | • Виталий Окороков, Дмитрий Емельянов | «Любовь Советского Союза» |
| 23-я (2025) | Андрей Суротдинов                     | «Воздух»                  |
| 23-я (2025) | • Владимир Давыденко                  | «Смотри на меня!»         |